# Ypypuera vittata
Ypypuera vittata är en spindelart som först beskrevs av Simon 1887.  Ypypuera vittata ingår i släktet Ypypuera och familjen Hersiliidae. Inga underarter finns listade i Catalogue of Life.